# Jerarquia de memòria

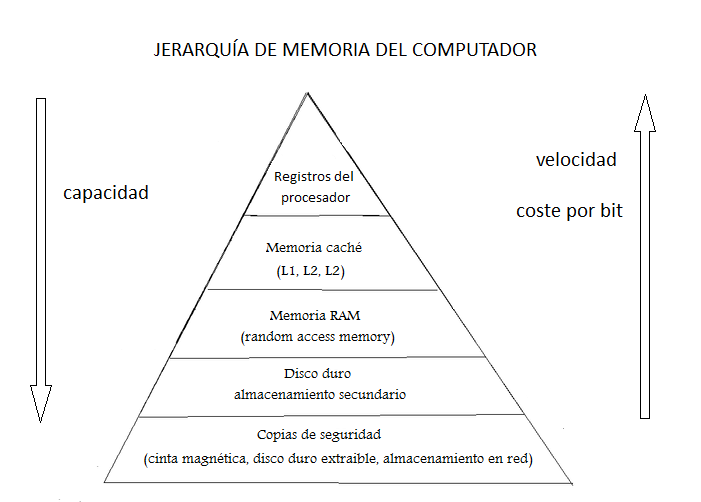
Diagrama de la jerarquia de memòria.

La jerarquia de memòria s'utilitza en arquitectura de computadors quan es tracta el rendiment en el disseny d'un ordinador, les prediccions de l'algorisme, i les construccions de baix nivell de programació.
La jerarquia de memòria en l'emmagatzematge informàtic distingeix cada nivell en la "jerarquia" segons el temps de resposta. Com el temps de resposta, la complexitat i la capacitat estan relacionats, els nivells també es poden distingir per la tecnologia de control.
Les moltes avantatges i desavantatges en el disseny d'alt rendiment inclouen l'estructura de la jerarquia de memòria, la mida i la tecnologia de cada component. Així els diferents components formen una jerarquia de memòries (M1, M2, ..., Mn) en el qual cada membre és subordinat al nivell superior de la jerarquia.
Hi ha quatre nivells principals d'emmagatzematge.
1. Interior - Registres de la CPU i la memòria cau.
2. Principal - la memòria RAM del sistema i les targetes controladores.
3. Emmagatzematge massiu On-line - L'emmagatzematge secundari.
4. Emmagatzematge massiu Off-line - Emmagatzematge Terciari i Off-line.